# Convolvulus asyrensis
Convolvulus asyrensis är en vindeväxtart som beskrevs av Ky.. Convolvulus asyrensis ingår i släktet vindor, och familjen vindeväxter. Inga underarter finns listade i Catalogue of Life.